# محمد سيد أحمد
محمد سيد أحمد، كاتب ومفكر مصري.

## النشأة والتعليم
وُلد محمد سيد أحمد سنة 1928 بالقاهرة لعائلة أرستقراطية، توالت ثلاثة أجيال منها من الباشوات، مثل إسماعيل صدقي باشا ابن عم والده وزوج عمته. عاش قرابة أربع سنوات من طفولته في بورسعيد ثم في السويس أثناء عمل والده محافظا للمدينين. فضّل التمرد على ظروفه الاجتماعية بدلا من الاستمتاع بما تتيحه هذه الظروف من امتيازات وفرص.
تعلم في مدرسة الليسيه. التحق بكلية الحقوق وكلية الهندسة في نفس الوقت، وحصل على بكالوريوس في الهندسة وليسانس الحقوق سنة 1957.
تبنى في بداياته الفكر الشيوعي، وانتهى به الأمر أن أصبح يساريا ديمقراطيا.
عمل في مجلة الطليعة، ثم التحق بعد خروجه من المعتقل في الستينات بجريدة الأهرام، وظل واحدا من أهم كتابها حتى وفاته سنة 2006.

## مكانته
كان أكثر اليساريين المصريين والعرب انفتاحاً على الأفكار الجديدة. وكان قارئاً نهماً في كل ميادين المعرفة. وقد ساعده على ذلك إجادته لثلاث لغات، هي العربية والفرنسية والإنجليزية، وإلمامه بالإيطالية والروسية. كذلك مكنه حصوله المبكر على بكالوريوس في الهندسة وليسانس في الحقوق من ترسانة مفهومية في العلوم الطبيعية والاجتماعية، ثم زودته الماركسية بمنهجية جدلية نقدية مبهرة، ولذلك كانت سرعته فائقة في تحليل أي موقف أو مشكلة أو ظاهرة، واستخلاص نتائجها المنطقية.

## كتاب بعد أن تسكت المدافع
صدر كتاب محمد سيد أحمد بعد أن تسكت المدافع سنة 1975، قبل أن يذهب الرئيس السادات إلى القدس وتبدأ مسيرة التسوية المنفردة بين مصر وإسرائيل، وقرأ الكتاب هذه المسيرة قبل أن تولد، وتوقعها قبل أن تبدأ، في وقت كانت الشعارات القومية والتعبئة العسكرية هي السائدة، والمشهد السياسى برمته مليئاً بمفردات ورموز لم يكن يتخيل أحد أنها ستغيب بعد أشهر قليلة.
يقول محمد سيد أحمد في مقدمة الكتاب: «إن العالم يتحول بسرعة، ولا يرحم المتخلف، علينا أن نتعلم كيف نتصدى لما يصدمنا، وألا يشل تفكيرنا ما يوجعنا»، «إننا في عصر» ثورة«. وليست» الثورة«مصطلحات ثورية فقط، ولا هي تمجيدًا أو تقديس أحداث كانت» ثورة«في يوم ما، بل عملية حلقاتها متصلة، متجددة أبدا، متسعة الآفاق أبدا، هي أن نقفز باستمرار إلى أبعد، وأن نفتش باستمرار عما هو ناشئ، وندفع بالمولود الجديد إلى الحياة، أيا كانت آلام المخاض».
الكتاب متعدد الأبعاد، يحتوي على قضايا مهمة كثيرة، مثل احتمال التوصل إلى سلام عربي إسرائيلي والعقبات التي تهدد العملية، التغيرات التي حدثت في المجتمع الإسرائيلي على أثر حرب أكتوبر، حوافز تدعيم السلام ومنع اندلاع الحرب، احتمالات حل القضية الفلسطينية والقبول المتبادل بين إسرائيل ومنظمة التحرير الفلسطينية، العوامل الأساسية للصراع العربي الإسرائيلي (هل هي دينية؟ قومية؟ إقليمية؟ تكنولوجية/اقتصادية؟)، المخاوف المتبادلة بين طرفي النزاع.
ويناقش ملامح التسوية المستحسنة لحل الصراع العربي الإسرائيلي، يقول محمد سيد أحمد: «يوم أن ننجز هدف السلام العادل والدائم، يوم أن تسكت المدافع نهائيا» ويضيف أنه من المحتمل أن الطريق إلى التسوية- طال أم قصر- لا بد أن تتخلله حرب خامسة، أو سادسة، أو سابعة... إلا أن هذا لا يخالف الحقيقة أنه لا يوجد حل عسكري لأزمة الشرق الأوسط.

## مؤلفاته
- بعد أن تسكت المدافع، دار القضايا، بيروت، 1975.

- مصر بعد المعاهدة

- سلام..أم سراب، 1995.

- رحلة إلى الدار الآخرة

## دراسات ومقالات عنه
كتب كثير من الباحثين والمثقفين عن محمد سيد أحمد، أثناء حياته وبعد رحيله. وقامت منى أنيس بتحرير كتاب عنه أصدرته دار الشروق سنة 2010 بعنوان محمد سيد أحمد: لمحات من حياة غنية، مع مقدمة للكاتب محمد حسنين هيكل، ويضم مجموعة من الشهادات والدراسات والمقالات لكل من أمينة رشيد، فرنسية البير آرييه، أنور عبد الملك، أحمد ماهر السيد، جميل مطر، ريتشارد فولك، اريك رولو، كلوفيس مقصود، كريم مروة، حسين عبد الرازق، رشدي سعيد، مني مكرم عبيد، محمود عبد الفضيل، هاني شكر الله، سمير مرقس، ياسر علوي.

## وصلات خارجية
- محمد سيد أحمد على موقع أرشيف الشارخ.

محمد سيد أحمد.. المثقف اليساري
عندما تسكت المدافع
محمد سيد أحمد: فارس اليسار المصري
محمد سيد أحمد الذي لايحتاج الي سرادق عزاء
1. ↑  شفاف الشرق الأوسط – محمد سيد أحمد: فارس اليسار المصري[وصلة مكسورة] "نسخة مؤرشفة". مؤرشف من الأصل في 2012-11-07. اطلع عليه بتاريخ 2013-05-31.
2. ↑  عندما تسكت المدافع نسخة محفوظة 05 مارس 2016 على موقع واي باك مشين.
3. ↑  شفاف الشرق الأوسط - ولم تسكت المدافع بعد[وصلة مكسورة] "نسخة مؤرشفة". مؤرشف من الأصل في 2020-07-07. اطلع عليه بتاريخ 2020-07-07.{{استشهاد ويب}}:  صيانة الاستشهاد: BOT: original URL status unknown (link)